# Friedenseiche
Als Friedenseiche werden Eichen bezeichnet, die zum Gedenken an einen gewonnenen Krieg und den folgenden Frieden als Gedenkbäume gepflanzt wurden. In Deutschland sind diese überwiegend als Denkmal an den Deutsch-Französischen Krieg 1870/71 gepflanzt worden. Neben Eichen wurden aus gleichem Anlass auch Linden gepflanzt, die danach auch als Friedenslinden bezeichnet wurden.

## Allgemeines

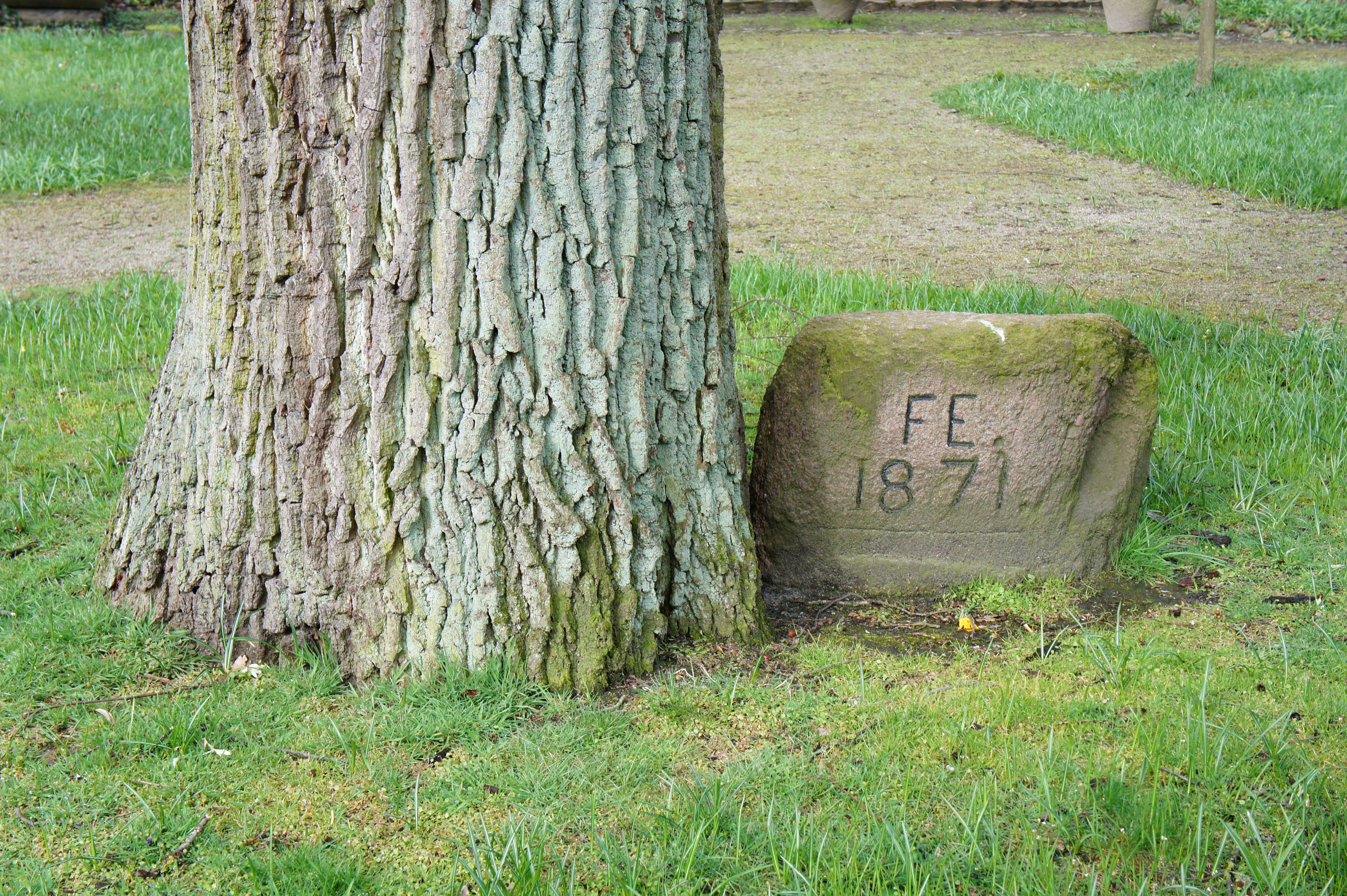
Friedenseiche mit Gedenkstein in Ganderkesee, Niedersachsen

Bäume sind seit jeher Symbole von Langlebigkeit und Kraft. Laubbäume mit ihren sich jährlich erneuernden Blättern sind daneben Symbole der Wiedergeburt und des Lebens. Besonders seit der Romantik gilt die Eiche zudem als Symbol der Treue. Mit der Nationalromantik des 19. Jahrhunderts, mit der Deutschen Revolution 1848/1849 und der Reichsgründung 1871, die das Gefühl nationaler Einheit bestärkten, zog das Eichenlaub in die deutsche Symbolsprache ein und die Deutsche Eiche wurde zu einem Nationalsymbol.
Das Pflanzen von Gedenkbäumen war seit der Französischen Revolution (in Form von Freiheitsbäumen) üblich geworden. Im Gegensatz zu den Freiheitsbäumen, die in der Regel Linden waren, waren die Gedenkbäume nach dem Deutsch-Französischen Krieg typischerweise Eichen. Die Mehrzahl dieser Friedenseichen wurde direkt nach Kriegsende 1871 gepflanzt. Es handelte sich um die ersten Denkmäler für diesen Krieg, da eine derartige Pflanzung schnell und preiswert erfolgen konnte. Für die weiteren Denkmäler des Krieges siehe Liste der Museen und Denkmäler des Deutsch-Französischen Krieges in Deutschland. Daneben erfolgten Pflanzungen von Friedenseichen auch anlässlich von Jubiläen des Krieges. So wurde die Friedenseiche im Görlitzer Stadtteil Weinhübel anlässlich des 25. Jahrestages der Unterzeichnung des Friedensvertrags gepflanzt.
Die Pflanzung von Friedenseichen fand überwiegend an zentralen Plätzen oder Grünanlagen der betreffenden Orte statt. Nach dem namensgebenden Baum wurden im ausgehenden 19. Jahrhundert viele Straßen und Gaststätten mit Namen wie „Friedenseiche“, „Zur Friedenseiche“ oder „an der Friedenseiche“ benannt. Viele der Friedenseichen sind heute nicht mehr als Denkmale erkennbar, es sei denn, Gedenksteine oder -Tafeln nennen ihre Geschichte.
Ebenfalls an den Krieg 1870/71 erinnern ein Teil der Kaisereichen.

## Liste von Friedenseichen, die auch Naturdenkmal sind (Auswahl)

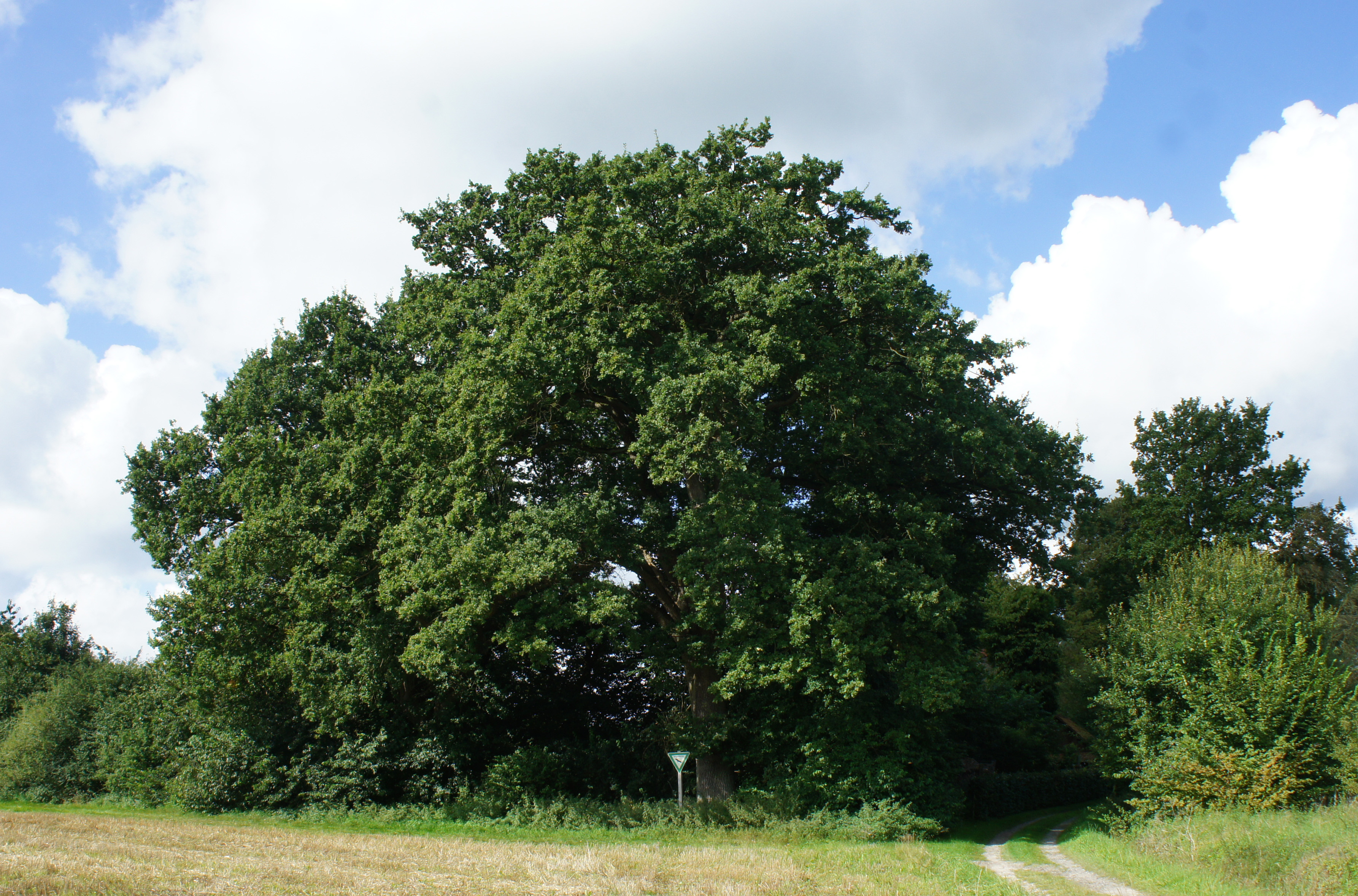
Naturdenkmal Friedenseiche in Hengsterholz, Niedersachsen

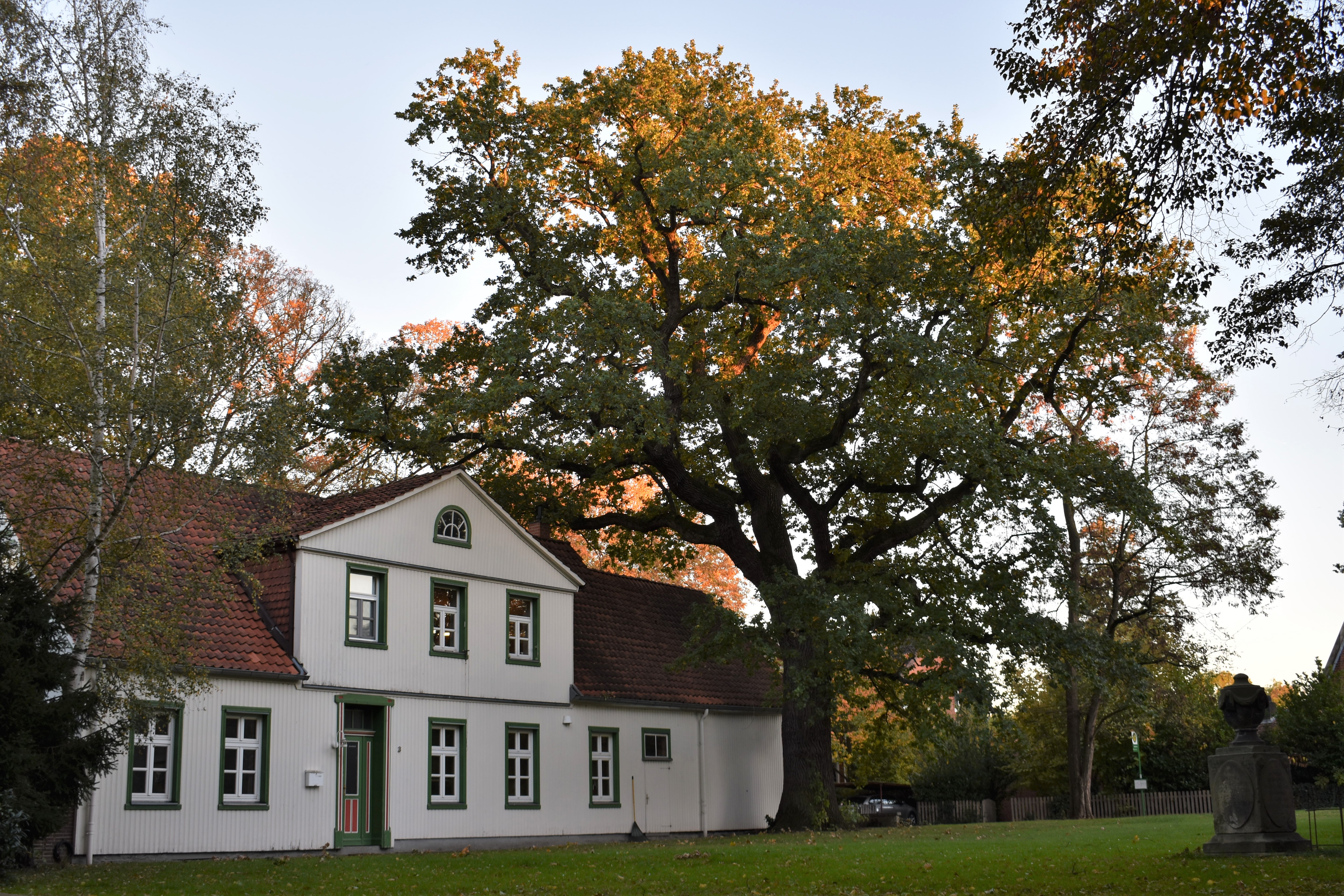
Die Friedenseiche in Sarstedt ist ein Naturdenkmal

Folgende Friedenseichen stehen als Naturdenkmäler in Deutschland unter Schutz:
- Friedenseiche (Banfe), Ortsteil Banfe, Stadt Bad Laasphe, Nordrhein-Westfalen, siehe Liste der Naturdenkmäler in Bad Laasphe
- Friedenseiche (Godensholt, Gemeinde Apen Landkreis Ammerland/Nds.)
- Friedenseiche (Berlin-Zehlendorf), Ortsteil Zehlendorf, Bezirk Steglitz-Zehlendorf, Berlin
- Borberg-Friedenseiche, Borberg nahe Petersborn, Nordrhein-Westfalen
- Friedenseiche (Brokhausen), Ortsteil Brokhausen, Stadt Detmold, Nordrhein-Westfalen, siehe Brokhausen#Friedenseiche
- Friedenseiche (Ellern), Ellern, Rheinland-Pfalz, siehe Liste der Naturdenkmale in Ellern (Hunsrück)
- Friedenseiche (Godensholt), Gemeinde Apen, Landkreis Ammerland, Niedersachsen, siehe Apen
- Friedenseiche (Grünhainichen), Grünhainichen, Sachsen, siehe Liste der Naturdenkmale in Grünhainichen
- Friedenseiche (Glücksburg), Glücksburg
- Friedenseiche (Hamburg-Wellingsbüttel), Stadtteil Wellingsbüttel, Hamburg
- Friedenseiche (Hattgenstein) in Liste der Naturdenkmale in Hattgenstein, Rheinland-Pfalz
- Friedenseiche (Hengsterholz), Gemeinde Ganderkesee, Niedersachsen, siehe Liste der Naturdenkmale in Ganderkesee
- Friedenseiche (Hesselbach), Ortsteil Hesselbach, Stadt Bad Laasphe, Nordrhein-Westfalen, siehe Liste der Naturdenkmäler in Bad Laasphe
- Friedenseiche Krumscheid/Hirzbach (Hirz-Maulsbach), zwischen Asbach-Krumscheid und Hirz-Maulsbach, Rheinland-Pfalz
- Friedenseiche (Hombressen), Ortsteil Hombressen, Stadt Hofgeismar, Hessen
- Friedenseiche (Kammerbach), in  Kammerbach, einem Ortsteil der Stadt Bad Sooden-Allendorf im nordhessischen Werra-Meißner-Kreis
- Friedenseiche (Kirchhatten), Gemeinde Hatten, Niedersachsen, siehe Liste der Naturdenkmale in Hatten
- Friedenseiche (Langenberg), Gemeinde Hude, Niedersachsen, siehe Liste der Naturdenkmale in Hude
- Friedenseiche (Lütjenburg), in Lütjenburg, Schleswig-Holstein, siehe Bismarckturm (Lütjenburg) #Rund um den Bismarckturm
- Friedenseiche (Neuenhain), in Neuenhain, Ortsteil von Bad Soden am Taunus, Hessen, siehe Liste der Naturdenkmale in Bad Soden am Taunus
- Friedenseiche (Orferode), in Orferode, einem Ortsteil der Stadt Bad Sooden-Allendorf im nordhessischen Werra-Meißner-Kreis
- Friedenseiche (Rammenau), Rammenau, Sachsen, siehe Liste der Naturdenkmale in Rammenau
- Friedenseiche (Sarstedt), im niedersächsischen Sarstedt
- Friedenseiche (Wandlitz), Ortsteil Wandlitz im Bundesland Brandenburg, Baumdenkmal Friedenseiche
- Friedenseiche (Zilly), im Landkreis Harz, Bundesland Sachsen-Anhalt